# ایونینگ (مجله)
ایونینگ (ژاپنی: イブニング هپبورن: Ibuningu) عنوان یک مجلهٔ دو هفته یکبار سینن مانگای ژاپنی بود که توسط انتشارات کودانشا از اوت سال ۲۰۰۱ تا فوریه ۲۰۲۳ به چاپ می‌رسید. تیراژ این مجله توسط انجمن انتشارات مجلات ژاپنی ۱۱۵٬۶۱۷ نسخه در سال ۲۰۱۵ گزارش شده‌است. انتشار ایونینگ در تاریخ ۲۸ فوریه ۲۰۲۳ به پایان رسید، و برخی عناوین در حال چاپ در این مجله به وبگاه کامیک دیز کودانشا منتقل شدند.

## برخی از مجموعه‌های مانگا در ایونینگ
- ساکوران
- آلیتا فرشته جنگ: آخرین سفارش
- آلیتا فرشته جنگ: سرگذشت مارس
- اینویاشیکی
- مردی که او را با لقب دزد دریایی می‌نامیدند